# Kabinett Steingrímur Hermannsson II
Das Kabinett Steingrímur Hermannsson II war eine Regierung der am 17. Juni 1944 ausgerufenen Demokratischen Republik Island (isländisch Lýðveldið Ísland). Es wurde am 28. September 1988 gebildet und löste das Kabinett Þorsteinn Pálsson ab. Es blieb bis zum 10. September 1989 im Amt, woraufhin es vom Kabinett Steingrímur Hermannsson III abgelöst wurde. 
Dem Kabinett gehörten Mitglieder der Fortschrittspartei (Framsóknarflokkurinn), der Sozialdemokratischen Partei Islands (Alþýðuflokkurinn) sowie der Volksallianz (Alþýðubandalag) an.

## Regierungsmitglieder
| Amt                                                                           | Amtsinhaber              | Beginn der Amtszeit | Ende der Amtszeit  |
| ----------------------------------------------------------------------------- | ------------------------ | ------------------- | ------------------ |
| Premierminister Minister für Statistik (Hagstofa Íslands)                     | Steingrímur Hermannsson  | 28. September 1988  | 10. September 1989 |
| Außenminister                                                                 | Jón Baldvin Hannibalsson | 28. September 1988  | 10. September 1989 |
| Minister für Gesundheit und soziale Sicherheit                                | Guðmundur Bjarnason      | 28. September 1988  | 10. September 1989 |
| Fischereiminister, Justizminister und Minister für kirchliche Angelegenheiten | Halldór Ásgrímsson       | 28. September 1988  | 10. September 1989 |
| Sozialministerin                                                              | Jóhanna Sigurðardóttir   | 28. September 1988  | 10. September 1989 |
| Minister für Wirtschaft und Industrie                                         | Jón Sigurðsson           | 28. September 1988  | 10. September 1989 |
| Finanzminister                                                                | Ólafur Ragnar Grímsson   | 28. September 1988  | 10. September 1989 |
| Landwirtschaftsminister und Verkehrsminister                                  | Steingrímur J. Sigfússon | 28. September 1988  | 10. September 1989 |
| Bildungsminister                                                              | Svavar Gestsson          | 28. September 1988  | 10. September 1989 |